# Michael Fairman
Michael Fairman (* 25. února 1934 New York) je americký herec.
Během své dlouhé herecké kariéry, kterou začal ve 31 letech, hrál v mnoha televizních seriálech a filmech. K jeho nejvýznamnějším rolím patří Nick Szabo v mýdlové opeře Ryan's Hope (1975–1980), inspektor Knelman v krimi seriálu Cagneyová a Laceyová (1984–1988) a Patrick Murphy v mýdlové opeře Mladí a neklidní (2008–2014). Kromě toho hrál např. v seriálech Knight Rider, Na zdraví, To je vražda, napsala, Jsem do tebe blázen, Lebkouni, Pohotovost, Akta X, Zmije, Dva z Queensu, Dharma a Greg, JAG, Firefly (ve dvou epizodách ztvárnil Adeleie Nisku), Sedmé nebe, Posel ztracených duší, Medium či Můj přítel Monk.